# Rose of Washington Square
Rose of Washington Square (bra O Meu Amado) é um filme estadunidense de 1939, do gênero drama musical, dirigido por Gregory Ratoff e estrelado por Tyrone Power, Alice Faye e Al Jolson.

## Sinopse
Rose Sargent (Alice Faye) é uma cantora pertencente ao grupo Ziegfeld Follies e que tem um começo de uma carreira brilhante. Eis que ela conhece e se apaixona por um moço chamado Bart Clinton (Tyrone Power) e é correspondida. Com o tempo, ela descobre que ele está cheio de problemas com a polícia e que tudo isso pode arruinar sua carreira.[carece de fontes?]

## Elenco
- Tyrone Power - Bart Clinton
- Alice Faye - Rose Sargent
- Al Jolson - Ted Cott
- William Frawley - Harry Long
- Joyce Compton - Peggy
- Hobart Cavanaugh - Whitey Boone
- Moroni Olsen - Major Buck Russel
- Louis Prima